# Temnocalyx nodulosus
Temnocalyx nodulosus là một loài thực vật thuộc họ Rubiaceae. Đây là loài đặc hữu của Tanzania.